# Leoni (musicien)
Pour les articles homonymes, voir Leoni.
Leoni, de son vrai nom Carlos Leoni Rodrigues Siqueira Júnior (né le 8 avril 1961 à Rio de Janeiro), est un chanteur, compositeur et bassiste brésilien.

## Biographie
Leoni commence à jouer de la basse à l'âge de 16 ans, lorsqu'il forme son premier groupe de rock appelé Chrisma avec des amis de l'école. En 1981, il devient bassiste et compositeur principal du groupe Kid Abelha, avec George Israel, Paula Toller, Alessandro Gonçalves, qui était bassiste et vivait dans la ville de Peixe, et plus tard Bruno Fortunato. 
En 2007, Leoni décide d'utiliser l'internet pour se rapprocher de ses fans. Son premier outil a été une communauté sur le site de réseau social Orkut, qu'il rejoint et avec laquelle il a interagi. Peu après, il a voulu transférer le système utilisé sur Orkut à son site web officiel. Il pourrait ainsi non seulement faire connaître son travail, mais aussi avoir davantage de contacts avec ses fans. Au milieu de l'année 2008, Leoni décide de faire de son site web son label, en mettant gratuitement une chanson par mois à la disposition de tous ceux qui s'inscrivent sur son site. En août 2009, dix chansons sont publiées, dont une est composée en partenariat avec un fan qui a gagné un concours proposé par Leoni.
En 2011, il fait une apparition spéciale sur l'album A Sociedade do Espetáculo, du groupe O Teatro Mágico, sur la 15e chanson de l'album, intitulée Nas Margens de Mim, composée avec le leader du groupe, Fernando Anitelli. Après la tournée A Noite Perfeita, accompagné du guitariste Gustavo Corsi, du bassiste italien Andrea Spada et du batteur Lourenço Monteiro, Leoni lance sa tournée Como Mudar o Mundo en 2013, accompagné du groupe Furacão de Bolso. Le concert Notícias de Mim est joué en 2015 au Circo Voador, à Rio de Janeiro, pour faire connaître son œuvre homonyme, entièrement financée par les fans dans le cadre d'un projet de financement participatif par l'intermédiaire du site web Catarse. La tournée suivante est Multiverso. Ce nouveau concert mêle musique, poésie et projections. En plus des formats de concert traditionnels - voix/guitare et avec un groupe.
En 2020, en raison de l'isolement causé par Covid-19, il commence à faire de fréquents streamings en direct sur sa chaîne YouTube,. La même année, il crée le collectif sonore Hipopótamo Alado, avec ses amis Fabiano Calixto, Humberto Barros et Lourenço Monteiro. En 2022, il part en tournée avec Tour Sucessos. La même année, il sort les singles Defesa da Alegria, une chanson développée à partir de la traduction par Fabiano Calixto du poème Defesa de la Alegría, publié en 1978 par le poète uruguayen Mario Benedetti, ; et O Exercício da Preguiça, dans lequel il critique le productivisme capitaliste.

## Discographie

### Albums studio
- 1993 : Leoni (CD, LP)
- 2002 : Você Sabe o Que eu Quero Dizer (CD)
- 2003 : Áudio-Retrato (CD)
- 2005 : 2+1 (compilation, 2CD + DVD)
- 2005 : Leoni Ao Vivo (CD, DVD)
- 2006 : Outro Futuro (CD)
- 2010 : A Noite Perfeita (Ao vivo) (CD)
- 2012 : Parcerias (EP) (CD)
- 2015 : Notícias de Mim (numérique, CD version limitée)

### Singles
- 2010 : Alucinadas (avec Frejat, Herbert Vianna et Leo Jaime) (numérique)
- 2011 : Dois Sorrisos (single) (numérique)
- 2012 : Pra Te Deixar Viver (single) (numérique)
- 2012 : Nas Margens de Mim (single) (numérique)
- 2013 : Hôtel de Garlande (single) (numérique)
- 2014 : As Coisas Não Caem do Céu (EP) (numérique)
- 2014 : Comigo Me Desavim (single) (numérique)
- 2015 : Amar Um Pouco Mais (single) (numérique)
- 2015 : Gentileza Gera Gentileza (single) (numérique)
- 2015 : Amor Real (single) (numérique)
- 2016 : A Primeira do Show (single) (numérique)
- 2017 : Melhor Pra Mim – Acústico (single) (numérique)
- 2018 : A Fórmula do Amor II (avec Leo Jaime) (single) (numérique)
- 2018 : Man In a Shed (single) (numérique)
- 2018 : Uniformes (avec Leo Jaime) (single) (numérique)
- 2020 : Inexato (single) (numérique)
- 2021 : Razão Pra Te Amar (single) (numérique)
- 2021 : Sete De Setembro (single) (numérique)
- 2021 : Os Outros (avec Maranda) (single) (numérique)
- 2022 : Menina, Amanhã de Manhã (avec André Abujmara, Antônio Leoni e Marisa Brito) (single) (numérique)
- 2022 : O Exercicio Da Preguiça (avec Outro Futuro) (single) (numérique)
- 2022 : Alegria É A Prova Dos 9 (avec Outro Futuro) (single) (numérique)
- 2022 : Alegria É A Prova Dos Nove (avec Rodrigo Maranhão) (single) (numérique)

### Compilations
- 1982 : Rock Voador
- 1996 : Eles Cantam Rita Lee
- 1999 : Tributo a Cazuza
- 1999 : Memê e Eles
- 2002 : Super Fantástico
- 2005 : Anos 80: Multishow ao Vivo
- 2005 : Teletema Nacional - Vol.2
- 2009 : A Tribute To The Beatles'69, Vol.1 - Get Back
- 2020 : Coletânea Outra Frequência - Acústico

### Avec Kid Abelha
- 1983 : Pintura Intima / Por Que Não Eu? (single) (LP)
- 1984 : Seu Espião (LP, CD, cassette)
- 1985 : Educação Sentimental (LP, CD, cassette)

### Avec Heróis da Resistência
- 1986 : Heróis da Resistência (LP, CD, cassette)
- 1988 : Religio (K7, LP)
- 1990 : Heróis Três (LP)